# زیست‌شناسی کوانتومی
زیست‌شناسی کوانتومی مطالعهٔ کاربردهای مکانیک کوانتومی و شیمی نظری برای اهداف و مشکلات زیست‌شناختی است که نمی‌توان آنان را با فیزیک کلاسیک به‌طور دقیق شرح داد. بسیاری از فرایندهای زیست‌شناختی شامل تبدیل انرژی به اشکال قابل استفاده برای تحولات شیمیایی و از نظر ماهیت مکانیکی کوانتومی هستند. چنین فرایندهایی شامل واکنش‌های شیمیایی، جذب نور، تشکیل حالت‌های الکترونیکی برانگیخته، انتقال انرژی برانگیخته و انتقال الکترون‌ها و پروتون‌ها (یون‌های هیدروژن) در فرایندهای شیمیایی مانند فتوسنتز، بویایی و تنفس سلولی هستند. زیست‌شناسی کوانتومی ممکن است از محاسبات برای مدل‌سازی فعل و انفعالات زیست‌شناختی با توجه به اثرات مکانیکی کوانتومی استفاده کند. زیست‌شناسی کوانتومی مربوط به تأثیر پدیده‌های کوانتومی غیربدیهی است که می‌توان با کاهش روند زیست‌شناختی به فیزیک اساسی توضیح داد، اگرچه این تأثیرات مطالعه دشوار است و می‌تواند سوداگرانه باشد.

## تاریخچه
زیست‌شناسی کوانتومی زمینه‌ای نوظهور است. بیشتر پژوهش‌های حاضر نظری بوده و در معرض سؤالاتی است که نیاز به آزمایش بیشتر دارد. گرچه این رشته به‌تازگی توجه خاصی را به خود جلب کرده‌است، اما در طول قرن بیستم توسط فیزیکدانان مفهوم‌سازی شده‌است. پیشگامان اولیه فیزیک کوانتومی کاربردهای مکانیک کوانتومی را در مشکلات زیست‌شناختی مشاهده می‌کردند. در کتاب اروین شرودینگر در سال ۱۹۴۴ زندگی چیست؟ کاربردهای مکانیک کوانتومی در زیست‌شناسی مورد بحث قرار گرفته‌است. شرودینگر ایده «کریستال آپریودی» را که شامل اطلاعات ژنتیکی در مورد پیکربندی پیوندهای شیمیایی کووالانسی بود، معرفی کرد. وی همچنین پیشنهاد کرد که جهش‌ها توسط «جهش کوانتومی» معرفی می‌شوند. پیشکسوتان دیگر نیلز بور، پاسکوال جردن و مکس دلبروک استدلال می‌کردند که ایده کوانتومی مکمل برای علوم زیستی است. در سال ۱۹۶۳، Per-Olov Löwdin تونل‌زنی پروتون را به عنوان سازوکار دیگری برای جهش DNA منتشر کرد. وی در مقاله خود اظهار داشت که زمینه مطالعاتی جدیدی به نام «زیست‌شناسی کوانتومی» وجود دارد.

## کاربردها

### فتوسنتز

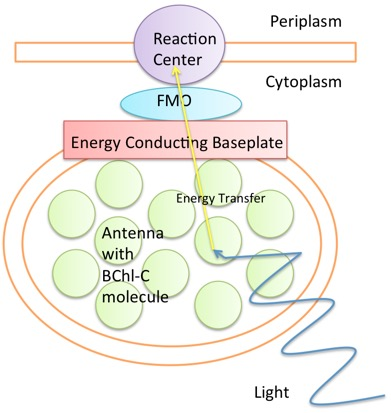

جاندارانی که تحت فتوسنتز قرار می‌گیرند نخست انرژی نور را از طریق فرایند تحریک الکترون در موج گیر جذب می‌کنند. این موج گیر میان جاندارها متفاوت است. باکتری‌ها می‌توانند از ساختارهای حلقه مانند به عنوان آنتن استفاده کنند، در حالی که گیاهان و جاندارهای دیگر از رنگدانه‌های کلروفیل برای جذب فوتون استفاده می‌کنند. این تحریک الکترون جدایی بار را در یک مکان واکنش ایجاد می‌کند که بعداً برای استفاده از سلول به انرژی شیمیایی تبدیل می‌شود. با این حال، این تحریک الکترونی باید قبل از اینکه انرژی در فلورسانس یا در حرکات ارتعاش حرارتی از میان برود، به صورت کارآمد و به موقع منتقل شود. سازه‌های مختلف وظیفه انتقال انرژی از آنتن‌ها به محل واکنش را دارند. یکی از بهترین مورد مطالعه کمپلکس FMO در باکتری‌های گوگرد سبز است. مطالعات طیف‌سنجی الکترونی FT بازده بالای ۹۹٪ میان جذب الکترون‌ها و انتقال به محل واکنش با واسطه‌های کوتاه عمر را نشان می‌دهد. این راندمان بالا را نمی‌توان با مکانیک کلاسیک مانند یک مدل انتشار توضیح داد. یک مطالعه منتشر شده در سال ۲۰۰۷ ادعا کرد که انسجام کوانتومی الکترونیکی در دمای ۱۹۶- درجه سانتیگراد (77K) است. یک مطالعه بعدی بیشتر ادعا کرد انسجام کوانتومی به طرز خارق‌العاده و طولانی مدت در ۴ درجه سانتیگراد است که بیشتر فرض شده‌است که مسئول راندمان بالای انتقال تحریک میان رنگدانه‌های مختلف در مرحله برداشت نور از فتوسنتز است. بنابراین، این پیشنهاد شد که طبیعت از طریق تکامل راهی برای محافظت از انسجام کوانتومی برای افزایش کارایی فتوسنتز ایجاد کرده‌است. با این حال، مطالعات پیگیری بحرانی، تفسیر این نتایج را زیر سؤال می‌برد و آثارگزارش شده از انسجام کوانتومی الکترونیکی را به پویایی هسته‌ای در کروموفورها اختصاص می‌دهد. ادعاهای مربوط به زمان‌های همبستگی طولانی غیرمنتظره بسیاری از پژوهش‌ها را در جامعه فیزیک کوانتوم به وجود آوردند تا منشأ را توضیح دهند. تعدادی از پیشنهادها برای توضیح انسجام ادعا شده طولانی مدت ارائه شده‌است. طبق یک پیشنهاد، اگر هر سایت در داخل کمپلکس نویز محیطی خود را احساس کند، الکترون به دلیل انسجام کوانتومی و محیط حرارتی در حداقل سطح محلی باقی نمی‌ماند، بلکه از طریق پیاده‌سازی‌های کوانتومی به محل واکنش ادامه می‌یابد. پیشنهاد دیگر این است که میزان انسجام کوانتومی همراه با تونل‌زنی الکترون، سینک انرژی ایجاد می‌کند که الکترون را به سرعت به محل واکنش منتقل می‌کند. کار دیگر نشان می‌دهد که تقارن موجود در چیدمان هندسی مجموعه ممکن است انتقال انرژی کارآمد به مرکز واکنش را پشتیبانی کند، به گونه‌ای که شبیه انتقال حالت کامل در شبکه‌های کوانتومی باشد. با این حال، آزمایش‌های کنترل دقیق، در مورد این تفسیر که اثرات کوانتومی بیش از صد ماده فانتزی ثانویه ماندگار است، شک و تردید دارند. در سال ۲۰۲۰، یک بررسی مبتنی بر مجموعه گسترده‌ای از آزمایش‌های کنترل و نظریه نتیجه گرفت که ادعای اصلی اثرات کوانتومی به عنوان انسجام‌های الکترونیکی طولانی مدت در سامانه FMO وجود ندارد.

### جهش DNA
دی‌اکسی ریبونوکلئیک اسید، دی‌ان‌ای، به‌عنوان دستورالعمل ساخت پروتئین در بدن است. از ۴ نوکلئوتید گوانین، تیمین، سیتوزین و آدنین تشکیل شده‌است. ترتیب این نوکلئوتیدها «دستور العمل» پروتئین‌های مختلف را می‌دهد. هر زمان که سلول تولیدمثل می‌کند، باید این رشته‌های DNA را کپی کند. با این وجود، گاهی اوقات در طی مراحل کپی کردن رشته DNA یک جهش یا خطایی در کد DNA ایجاد می‌شود. یک تئوری برای استدلال جهش DNA در مدل جهش DNA Lowdin توضیح داده شده‌است. در این مدل، نوکلئوتید ممکن است شکل خود را از طریق فرایند تونل‌زنی کوانتومی تغییر دهد. به همین دلیل، نوکلئوتید تغییریافته توانایی جفت شدن با جفت پایه اصلی خود و در نتیجه تغییر ساختار و ترتیب رشته DNA را از دست می‌دهد. قرار گرفتن در معرض چراغ‌های ماوراء بنفش و انواع دیگر اشعه می‌تواند باعث جهش و آسیب DNA شود. تشعشعات همچنین می‌توانند پیوندها را در امتداد رشته DNA در پیریمیدینها تغییر داده و باعث ایجاد پیوند آن‌ها با خود و ایجاد یک دیمر شوند. در بسیاری از پروکاریوت‌ها و گیاهان، این پیوندها توسط یک آنزیم ترمیم DNA به آنزیم اصلی ترمیم می‌شوند. همان‌طور که پیشوند آن نشان می‌دهد، برای ترمیم رشته، فتولیاز به نور متکی است. فتولیاز ضمن ترمیم DNA با کوفاکتور FADH، فلاوین آدنین دینوکلئوتید کار می‌کند. فتولیاز با نور مرئی هیجان زده می‌شود و یک الکترون را به کوفاکتور FADH- منتقل می‌کند. FADH- اکنون در اختیار داشتن یک الکترون اضافی، الکترون را به دیمر می‌دهد تا پیوند را بشکند و DNA را ترمیم کند. این انتقال الکترون از طریق تونل کردن الکترون از FADH به دیمر انجام می‌شود. اگرچه دامنه تونلینگ بسیار بزرگتر از حد ممکن در خلأ است، گفته می‌شود که تونلینگ در این سناریو «تونل‌زنی با واسطه فوق‌العاده» است، و به دلیل توانایی پروتئین در افزایش نرخ تونل‌زنی الکترون امکان‌پذیر است.

### تئوری لرزش بویایی
بویایی، حس بویایی را می‌توان به دو بخش تقسیم کرد. دریافت و تشخیص یک ماده شیمیایی و نحوه ارسال و پردازش آن توسط مغز. این روند از میان بردن بویایی هنوز زیر سؤال است. یک نظریه به نام «نظریه شکل بویایی» بیانگر این است که گیرنده‌های بویای خاصی توسط اشکال خاصی از مواد شیمیایی ایجاد می‌شوند و آن گیرنده‌ها پیام خاصی به مغز می‌فرستند. نظریه دیگر (بر اساس پدیده‌های کوانتومی) نشان می‌دهد که گیرنده‌های بویایی لرزش مولکول‌هایی را که به آنها می‌رسد تشخیص می‌دهند و «بو» به دلیل فرکانس‌های مختلف ارتعاشات است، این تئوری به‌طور مناسب «تئوری لرزش بویایی» نامیده می‌شود.
نظریه ارتعاشات بویایی، در سال ۱۹۳۸ توسط مالکوم دیسون ایجادشده اما توسط لوکا تورین در سال ۱۹۹۶ دوباره تقویت شده‌است ۳۰، پیشنهاد می‌کند که سازوکار حس بو بواسطه گیرنده‌های پروتئین G است که ارتعاشات مولکولی را به دلیل تونل‌زنی الکترونی غیرالکتریکی تشخیص می‌دهد و در آنجا الکترون را تونل می‌کند. انرژی را از میان مولکولها از دست می‌دهد۳۰. در این فرایند، یک مولکول یک محل اتصال را با یک گیرنده پروتئین G پر می‌کند. پس از اتصال ماده شیمیایی به گیرنده، مواد شیمیایی بعنوان پلی عمل می‌کنند که باعث می‌شود الکترون از طریق پروتئین منتقل شود. از آنجا که انتقال الکترون از طریق این ماده معمولاً مانعی برای الکترون‌ها خواهد بود و به دلیل لرزش مولکولی که به‌تازگی به گیرنده وصل شده‌است، انرژی خود را از دست خواهد داد و در نتیجه توانایی بو کردن مولکول را خواهد داشت. در حالی که نظریه ارتعاش یک اثبات تجربی از مفهوم دارد، نتایج بحث‌برانگیز متعدد در آزمایش‌ها وجود داشته‌است. در برخی آزمایش‌ها، جانوران قادر به تشخیص بوهای میان مولکول‌های مختلف و ساختار یک‌سان هستند آزمایش‌های دیگری نشان می‌دهد که مردم از تمیز دادن بوهایی ناشی از فرکانس‌های مولکولی متمایز آگاهی ندارند. با این حال، این مورد رد نشده‌است، و حتی نشان داده شده‌است که در بویایی جانوران غیر از انسان مانند مگس، زنبور و ماهی نیز تأثیر دارد.

### بینایی
بینایی به منظور تبدیل سیگنال‌های نوری به پتانسیل فعال در فرایندی به نام انتقال نور از انرژی کوانتیده استفاده می‌کند. در انتقال نور، یک فوتون با یک کرومفور در یک گیرنده نور تعامل دارد. کروموفور فوتون را جذب می‌کند و تحت تابش فوتوزومریزاسیون قرار می‌گیرد. این تغییر ساختار باعث تغییر در ساختار گیرنده عکس می‌شود و در نتیجه مسیرهای انتقال سیگنال منجر به سیگنال بصری می‌شوند. با این حال، واکنش فوتوزومریزاسیون با سرعت سریع، در کمتر از ۲۰۰ واکنش فمتوسکاوند، با عملکرد بالا رخ می‌دهد. مدل‌ها استفاده از اثرات کوانتومی را در شکل‌دادن به حالت زمین و پتانسیل‌های برانگیخته به تریتب برای دستیابی به این کارایی نشان می‌دهند.

#### مفهوم بینایی کوانتومی
آزمایش‌ها نشان داده‌اند که حسگرهای شبکیه چشم انسان به اندازه کافی حساس هستند که یک فوتون منفرد را تشخیص دهند. تشخیص تک فوتون می‌تواند منجر به چندین فناوری مختلف شود. یک حوزه از توسعه در ارتباطات کوانتومی و رمزنگاری است. ایده این است که از یک سامانه بیومتریک برای اندازه‌گیری چشم استفاده کنید، تنها با استفاده از تعداد کمی از نقاط در شبکیه با فلاش تصادفی فوتون‌ها که شبکیه را «می‌خوانند» و فرد را مشخص می‌کنند. این سامانه بیومتریک تنها به شخصی خاص با نقشه شبکیه خاص اجازه می‌دهد پیام را رمزگشایی کند. این پیام را نمی‌توان توسط هر کس دیگری رمزگشایی کرد مگر این که استراق‌سمع کننده برای حدس زدن نقشه مناسب باشد یا بتواند شبکیه مورد نظر پیام را بخواند.

### فعالیت آنزیمی (بیوشیمی کوانتومی)
آنزیم‌ها ممکن است از تونل کوانتومی برای انتقال الکترون‌ها در مسافت‌های طولانی استفاده کنند. این امکان وجود دارد که معماری کواترنر پروتیین‌ها به گونه‌ای تکامل‌یافته باشد تا انسجام و پیوستگی کوانتومی پایدار را فعال کند. به‌طور خاص‌تر، آن‌ها می‌توانند درصد واکنشی را که از طریق تونل‌زنی هیدروژن ایجاد می‌شود، افزایش دهند. تونل‌زنی به توانایی یک ذره انبوه کوچک برای عبور از موانع انرژی اشاره دارد. این توانایی به دلیل اصل تکمیل است، که معتقد است اشیاء خاص دارای جفت خواص هستند که بدون تغییر نتیجه اندازه‌گیری نمی‌توانند به‌طور جداگانه اندازه‌گیری شوند. الکترون‌ها دارای دو خاصیت موج و ذره هستند، بنابراین آن‌ها می‌توانند از موانع فیزیکی به عنوان یک موج بدون نقض قوانین فیزیک عبور کنند. مطالعات نشان می‌دهد که انتقال طولانی الکترون میان مراکز ردوکس از طریق تونل کوانتومی نقش مهمی در فعالیت آنزیمی فتوسنتز و تنفس سلولی ایفا می‌کند. به عنوان مثال، مطالعات نشان می‌دهد که تونل‌زنی الکترونی با برد طولانی به ترتیب ۱۵–۳۰ آنگستروم در واکنش ردوکس در آنزیم‌های تنفس سلولی نقش دارد. بدون تونل کوانتومی، موجودات زنده قادر به تبدیل انرژی به اندازه کافی سریع برای حفظ رشد نیستند. حتی اگر چنین اختلافات بزرگی میان جایگاه‌های ردوکس در آنزیم‌ها وجود داشته باشد، الکترون‌ها با موفقیت در یک درجه حرارت کلی مستقل (جدا از شرایط شدید) و به روش وابسته به فاصله منتقل می‌شوند. این نشان دهنده توانایی الکترون‌ها در تونل‌زنی در شرایط فیزیولوژیکی است. پژوهش‌های بیشتری لازم است تا مشخص شود آیا این تونل‌زنی خاص نیز منسجم است یا خیر.

#### میتوکندری
تصور می‌شود اندامک‌هایی مانند میتوکندری از تونل‌زنی کوانتومی برای انتقال انرژی درون‌سلولی استفاده می‌کنند. به‌طور سنتی، میتوکندری‌ها برای تولید بیشتر انرژی سلول را به شکل ATP شیمیایی شناخته می‌شوند. تبدیل میتوکندریایی زیست‌توده به ATP شیمیایی ۶۰ تا ۷۰ درصد کارآمد است که از نظام سنتی موتورهای ساخت‌بشر کارآمدتر است. برای دستیابی به ATP شیمیایی، پژوهشگران دریافته‌اند که یک مرحله مقدماتی پیش از تبدیل شیمیایی ضروری است؛ این مرحله، از طریق تونل‌زنی کوانتومی الکترون‌ها و یون‌های هیدروژن (H+)، نیازمند نگاهی عمیق‌تر به فیزیک کوانتومی است که در اندامک رخ می‌دهد.
از آنجا که تونل‌زنی یک سازوکار کوانتومی است، مهم است که بدانیم چگونه این فرایند ممکن است برای انتقال ذرات در یک سامانه زیستی رخ دهد. تونل‌زنی تا حد بسیاری به شکل و اندازه یک مانع بالقوه، نسبت به انرژی ورودی یک ذره بستگی دارد. از آن‌جایی که ذره ورودی را می‌توان با یک معادله موجی تعریف کرد، احتمال تونل‌زنی آن به شکل نمایی به شکل مانع بالقوه بستگی دارد، به این معنی که اگر مانع شبیه یک شکاف بسیار گسترده باشد، احتمال تونل‌زنی ذره ورودی کاهش می‌یابد. مانع بالقوه، به گونه‌ای، می‌تواند به شکل یک مانع زیست‌ماده‌ای واقعی باشد. میتوکندری توسط یک ساختار غشایی که شبیه به غشای سلولی است، با در حدود ۷۵ آنگستروم (حدود ۷٫۵ نانومتر) ضخامت احاطه شده‌است. به غشای درونی میتوکندری باید غلبه شود تا سیگنال‌ها (به شکل الکترون، پروتون، H+) از محل انتشار (درونی به میتوکندری) و محل پذیرش (یعنی پروتئین‌های زنجیره انتقال الکترون) منتقل شوند. برای انتقال ذرات، غشای میتوکندری باید چگالی درست فسفولیپیدها را داشته باشد تا هدایت بار مربوطه را انجام داده که ذره موردنظر را جذب کند. به عنوان مثال، برای چگالی بیشتر فسفولیپیدها، غشاء به هدایت بیشتر برای پروتون‌ها کمک می‌کند.
از نظر فنی، شکل میتوکندری ماتریکس است، با غشاهای میتوکندری درونی (IMM) و فضاهای غشای درونی (IMS)، که همگی مکان‌های پروتئینی هستند. میتوکندری‌ها با اکسیداسیون یون‌های هیدروژن کربوهیدرات‌ها و چربی‌ها ATP تولید می‌کنند. این فرایند از الکترون‌ها در زنجیره انتقال الکترون (ETP) استفاده می‌کند. سلسله انتقال الکترون به شرح زیر است: الکترون‌های NADH به NADH دهیدروژناز (پروتئین کمپلکس I) که در IMM قرار دارد منتقل می‌شوند. الکترون‌های کمپلکس I به کوآنزیم Q منتقل می‌شوند تا CoQH۲ را بسازند؛ در مرحله بعد، الکترون‌ها به سمت پروتئین IMM دارای سیتوکروم (کمپلکس III) جریان می‌یابند، که بیشتر الکترون‌ها را به سیتوکروم c هدایت می‌کند، جایی که الکترون‌ها به سمت کمپلکس IV جریان می‌یابند؛ کمپلکس IV واپسین کمپلکس پروتئینی IMM از زنجیره تنفسی ETC است. این پروتئین نهایی به الکترون‌ها اجازه می‌دهد تا اکسیژن را از یک مولکول O۲ به یک O منفرد کاهش دهند، به طوری که می‌تواند به یون‌های هیدروژن متصل شود تا H۲O تولید کند. انرژی تولیدشده از حرکت الکترون‌ها از طریق ETC باعث حرکت پروتون (معروف به پمپاژ H+) از ماتریس میتوکندری به درون IMS می‌شود. از آن‌جایی که هر حرکت باری یک میدان مغناطیسی ایجاد می‌کند، IMS اکنون یک ظرفیت خازنی در سراسر ماتریس دارد. ظرفیت خازنی شبیه انرژی پتانسیل یا چیزی است که به‌عنوان مانع پتانسیل شناخته می‌شود. این انرژی پتانسیل سنتز ATP را از طریق V پیچیده (ATP synthase) هدایت می‌کند، که ADP را با P دیگر ترکیب می‌کند تا با عقب‌راندن پروتون‌ها (H+) به درون ماتریکس، ATP ایجاد کند (این فرایند به‌عنوان فسفرگیری اکسایشی شناخته می‌شود). در پایان، غشای میتوکندری خارجی (OMM) یک کانال آنیونی وابسته به ولتاژ به نام VDAC را در خود جای‌داده‌است. این مکان برای تبدیل سیگنال‌های انرژی به خروجی‌های الکتروشیمیایی برای انتقال ATP مهم است.

### برداشت مغناطیسی
برداشت مغناطیسی به توانایی جانوران در جهت‌یابی با استفاده از تمایل میدان مغناطیسی زمین اشاره دارد. یک توضیح احتمالی برای درک مغناطیسی سازوکار جفت رادیکال درهم تنیده‌است. سازوکار جفت رادیکال به خوبی در شیمی اسپین ایجاد شده‌است، و در سال ۱۹۷۸ توسط شولتون و دیگران مورد استفاده قرار گرفت. نسبت میان جفت‌های تکی و سه‌گانه بوسیله برهم کنش جفت الکترون درگیر با میدان مغناطیسی زمین تغییر کرده‌است. در سال ۲۰۰۰، کریپتوکروم به عنوان «مولکول مغناطیسی» مطرح شد که می‌تواند از جفت‌های رادیکال حساس به مغناطیسی برخوردار باشد. کریپتوکروم، فلاوپروتئین موجود در چشم رابین‌های اروپایی و سایر گونه‌های جانوران، تنها پروتئین شناخته شده برای ایجاد جفت‌های رادیکال ناشی از عکس در جانوران است. در هنگام تعامل با ذرات سبک، کریپتوکروم از طریق واکنش ردوکس عبور می‌کند، که جفت‌های رادیکال را هم در هنگام کاهش عکس و هم در اکسیداسیون به دست می‌آورد. عملکرد کریپتوکروم در میان گونه‌ها متنوع است، با این حال، عکس گرفتن از جفت‌های رادیکال در اثر قرار گرفتن در معرض نور آبی رخ می‌دهد، که یک الکترون را در یک کروموفور تحریک می‌کند. تصور مغناطیسی در تاریکی نیز ممکن است، بنابراین سازوکار باید بیشتر به جفت‌های رادیکال ایجاد شده در طول اکسیداسیون مستقل از نور تکیه کند. آزمایش‌ها از این تئوری اساسی پشتیبانی می‌کند که الکترون‌های جفت رادیکال می‌توانند به‌طور قابل توجهی تحت تأثیر میدان‌های مغناطیسی بسیار ضعیف قرار گیرند، یعنی صرفاً جهت میدان‌های مغناطیسی ضعیف می‌توانند بر واکنش جفت رادیکال تأثیر بگذارند و بنابراین می‌توانند شکل‌گیری محصولات شیمیایی را «کاتالیز کنند». این که آیا این سازوکار در مورد برداشت مغناطیسی یا زیست‌شناسی کوانتومی کاربرد دارد، یا این که آیا میدان مغناطیسی زمین با کمک جفت‌های رادیکال شکل‌گیری محصولات بیوشیمیایی را «کاتالیز» می‌کند، مشخص نشده‌است. نکته اول این است که جفت‌های رادیکال ممکن است لازم نباشند، ویژگی اصلی کوانتومی سازوکار جفت رادیکال باشد، تا بتوانند در این فرایندها نقش داشته باشند. جفت‌های رادیکال درهم و برهم خورده وجود دارد. با این حال، محققان شواهدی برای سازوکار جفت رادیکال در زمانی پیدا کردند که رابین‌ها، سوسک‌ها، و چکاوک باغ‌های اروپایی، زمانی که در معرض یک فرکانس رادیویی باشند که مانع میدان‌های مغناطیسی و شیمی جفت رادیکال می‌شوند، دیگر نمی‌توانند جهت‌یابی کنند. برای نشان دادن تجربی مشارکت، باید آزمایشی طراحی شود که بتواند جفت رادیکال‌ها را بدون دخالت سایر جفت رادیکال‌ها به هم بزند یا برعکس، که ابتدا نیاز به نمایش در یک آزمایشگاه قبل از استفاده در جفت‌های رادیکال داخل بدن باشد.

### سایر کاربردهای زیست‌شناختی
نمونه‌های دیگر پدیده‌های کوانتومی در سامانه‌های زیست‌شناختی شامل تبدیل انرژی شیمیایی به موتورهای حرکتی و براونیان موتور در بسیاری از فرایندهای سلولی است.